# Target Field
Il Target Field è uno stadio di baseball situato a Minneapolis in Minnesota. Ospita le partite casalinghe dei Minnesota Twins di Major League Baseball (MLB).

## Storia
Lo stadio fu aperto nel 2010 come nuova casa dei Twins, che avevano giocato le 28 precedenti stagioni all'Hubert H. Humphrey Metrodome. La stagione 2010 di MLB è stata la prima in cui i Twins non hanno dovuto condividere lo stadio di casa con una franchigia di NFL.
La prima partita di baseball si è tenuta il 27 marzo 2010 tra le squadre NCAA Minnesota Golden Gophers e Louisiana Tech Bulldogs; con un pubblico di 37.757 persone è stata la seconda partita con la maggiore affluenza nella storia del baseball collegiale. I Twins hanno giocato la loro prima partita ufficiale il 12 aprile 2010 contro i Boston Red Sox.
Nel 2010 ESPN The Magazine ha classificato il Target Field come migliore stadio del Nord America.